# Automeris geayi
Automeris geayi é uma espécie de mariposa do gênero Automeris, da família Saturniidae.